# Ái Quốc, Hưng Yên
Ái Quốc là một xã thuộc tỉnh Hưng Yên, Việt Nam.

## Địa lý
Xã Ái Quốc nằm ở phía đông nam của tỉnh Hưng Yên, nằm cách trung tâm thủ đô Hà Nội khoảng 85 km về phía đông nam, có vị trí địa lý:
- Phía đông giáp xã Đồng Châu và xã Nam Cường.
- Phía tây giáp xã Tây Tiền Hải.
- Phía nam giáp xã Nam Tiền Hải.
- Phía bắc giáp xã Tiền Hải.

## Lịch sử
Ngày 16 tháng 6 năm 2025, Ủy ban Thường vụ Quốc hội ban hành Nghị quyết số 1666/NQ-UBTVQH15 về việc sắp xếp các đơn vị hành chính cấp xã của tỉnh Hưng Yên năm 2025. Theo đó, sắp xếp toàn bộ diện tích tự nhiên, quy mô dân số của xã Tây Giang và xã Ái Quốc thành xã mới có tên gọi là xã Ái Quốc.